# Rio Glăvăneşti
O Rio Glăvăneşti é um rio da Romênia, afluente do Jijia, localizado no distrito de Botoşani,
Iaşi.